# Carl Schultz (Regisseur)

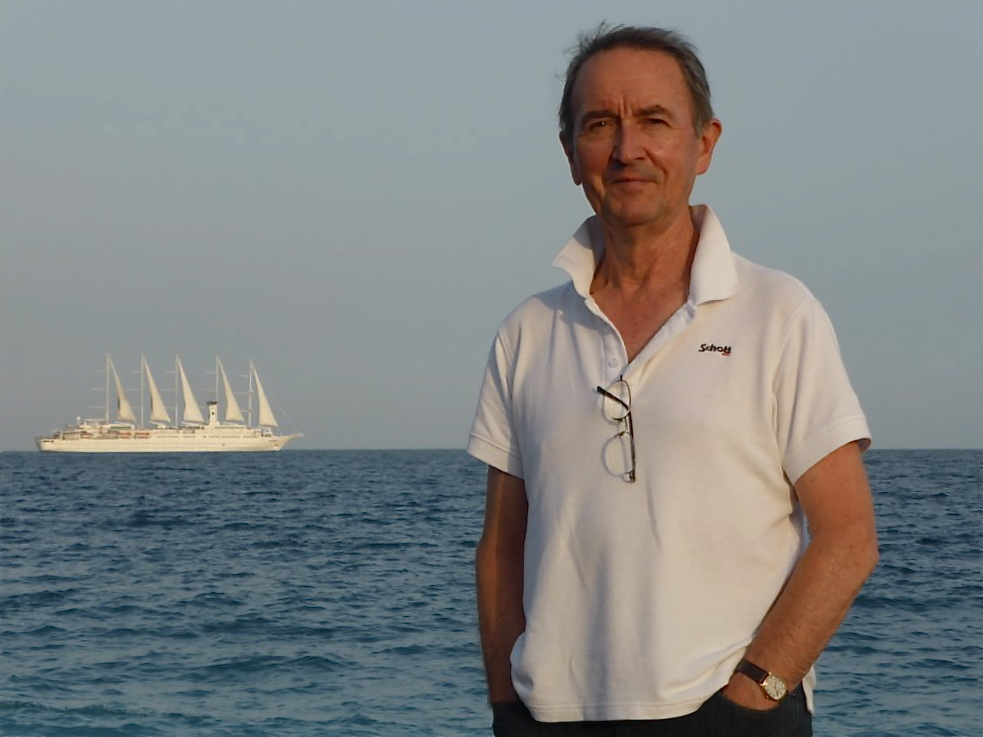
Carl Schultz, 2014

Carl (ursprünglich Karoly) Schultz (* 19. September 1939 in Budapest) ist ein australischer Regisseur und Drehbuchautor ungarischer Herkunft.

## Leben
Schultz wurde in Budapest geboren. Im Zusammenhang mit dem Ungarn-Aufstand von 1956 floh er zusammen mit seinem Bruder nach Großbritannien. Er lebte zuerst in London und dann in Manchester. 1958 wanderte Schultz nach Australien aus. Er arbeitete zunächst als Kameramann für den australischen Sender Australian TV. Später wurde er Direktor dieses Senders. 1978 startete er seine Karriere als Filmregisseur.

## Filmographie (Auswahl)

### Regie
- 1983: Careful, He Might Hear You
- 1985: Winners: Top Kid (TV)
- 1987: Bullseye
- 1988: Das siebte Zeichen
- 1989: Cassidy (TV)
- 1993: Curacao (TV)
- 1995: The Adventures of Young Indiana Jones: Treasure of the Peacock's Eye
- 1997: Love in Ambush (TV)
- 1999: To Walk with Lions
- 2007: The Adventures of Young Indiana Jones: Passion for Life
- 2007: The Adventures of Young Indiana Jones: Love's Sweet Song

### Drehbuch
- 1997: Love in Ambush (TV)

## Auszeichnungen
- 1983: Gewinner beim AFI Award als bester Regisseur für: Careful, He Might Hear You (1983)